# Pterocactus
Pterocactus és una espècie de planta fanerògama que pertany a la família de les cactàcies (Cactaceae). És l'únic gènere de la tribu Pterocacteae de la subfamília Opuntioideae.

## Descripció
Les plantes nanes i suculentes del gènere creixen en gran part sota terra com a geòfits. Les arrels són tuberoses i formen un o més brots subterranis, que sovint tenen constriccions primes en forma de coll. Aquests brots subterranis es ramifiquen just per sota de la superfície i formen brots de curta durada. Els segments de les tiges són petites, esfèriques a en forma de maça o cilíndriques de color verd a marró o porpra i fan fins a 10 cm de llarg i fins a 2 cm de diàmetre. Sovint tenen una superfície papil·lada. Els rudiments de fulles són petites i esponjosos cauen ràpidament. Les poques espines en forma d'agulla, grans o paper s'asseuen a les arèoles juntament amb els gloquidis. Les flors són terminals i solitàries, i s'enfonsen a les puntes dels brots. Solen ser grogues o vermelloses i tenen un diàmetre d'entre 3 i 5 cm. El pericarpel és lleugerament tuberós i està cobert de flocs de petites espines i els estams són sensibles al tacte.
Els fruits secs s'enfonsen com un melic a la punta i s'obren com una tapa prop de la punta. La llavor alada és més o menys circular, beix clar i semblant al paper. L'aril té la forma d'una ala ampla.

## Distribució
Aquest gènere és endèmic de l'Argentina on creix en tota la regió de la Patagònia.

## Taxonomia
El gènere va ser descrit per K. Schum. i publicat a Monatsschrift für Kakteenkunde 7: 6, a l'any 1897. L'espècie tipus és: Pterocactus kuntzei K. Schum.
Etimologia
Pterocactus: nom genèric que deriva de les paraules gregues: "πτερόν" (pteron), que significa "ales", i fa referència a les llavors alades que són típiques del gènere i úniques dins de la família dels cactus.

## Espècies
Espècies acceptades per la Royal Botanic Garden Kew:
- Pterocactus araucanus Castell.
- Pterocactus australis (F.A.C.Weber) Backeb.
- Pterocactus fischeri Britton & Rose
- Pterocactus gonjianii R.Kiesling
- Pterocactus hickenii Britton & Rose
- Pterocactus megliolii R.Kiesling
- Pterocactus neuquensis R.Kiesling, E.Sarnes & N.Sarnes
- Pterocactus reticulatus R.Kiesling
- Pterocactus tuberosus (Pfeiff.) Britton & Rose
- Pterocactus valentinii Speg.